# コメーリコ・スペリオーレ
コメーリコ・スペリオーレ（伊: Comelico Superiore）は、イタリア共和国ヴェネト州ベッルーノ県にある、人口約2,100人の基礎自治体（コムーネ）。

## 地理

### 位置・広がり
ベッルーノ県北部、カドーレ地方のコムーネ。

#### 隣接コムーネ
隣接するコムーネは以下の通り。括弧内のBZはボルツァーノ自治県所属、AT-7はオーストリアのチロル州所属を示す。
- アウロンツォ・ディ・カドーレ
- ダンタ・ディ・カドーレ
- カルティッチュ（イタリア語版） (AT-7)
- サン・ニコロ・ディ・コメーリコ
- セスト (BZ)

### 地勢
ドロミーティの山岳地帯に位置する。

### 気候分類・地震分類
気候分類では、zona F, 4496 GGに分類される。
また、イタリアの地震リスク階級 (it) では、zona 3 (sismicità bassa) に分類される。

## 行政

### 分離集落
コメーリコ・スペリオーレには、以下の分離集落（フラツィオーネ）がある。
- Candide (sede comunale), Casamazzagno, Dosoledo, Padola